# Světová výstava 1937
Světová výstava 1937 byla v pořadí 20. světová výstava a zároveň šestá, která se uskutečnila v Paříži. Trvala od 25. května do 25. listopadu 1937. Jejím námětem bylo Umění a technika v moderním životě (Arts et Techniques dans la Vie moderne). Je prozatím poslední výstavou tohoto druhu, která se v Paříži uskutečnila.
Na výstavě se představilo 45 zemí a prohlédlo si ji více než 31 milionů návštěvníků. Po tomto úspěchu plánovala francouzská vláda Expo v následujícím roce znovu otevřít, ale senát tento návrh zamítl. Expo 1937 věnované pokroku, inovacím a umění, bylo jedinečným odrazem meziválečného období.

## Příprava výstavy
Zákon ze dne 6. července 1934 rozhodl o uspořádání mezinárodní výstavy v Paříži a 19. července byl francouzskou vládou jmenován generálním komisařem Edmond Labbé. Ten se rozhodl ukázat, že umění a technologie nestojí proti sobě, ale že jejich svazek je naopak nezbytný: krása a užitečnost mají být neoddělitelně spojeny. V souvislosti s hospodářskou krizí a mezinárodním politickým napětím měla výstava také podporovat mír.

Práce na Expu začaly 18. listopadu 1935, ale pro organizaci akce byla charakteristická zpoždění způsobená změnami ve vedení i změnou lokality, povodněmi a stávkami, které umocňovaly probíhající hospodářskou krizi, politické nepokoje a mezinárodní napětí. Výstava měla být slavnostně otevřena 1. května 1937, ale nakonec se pro veřejnost otevřela teprve 25. května. 

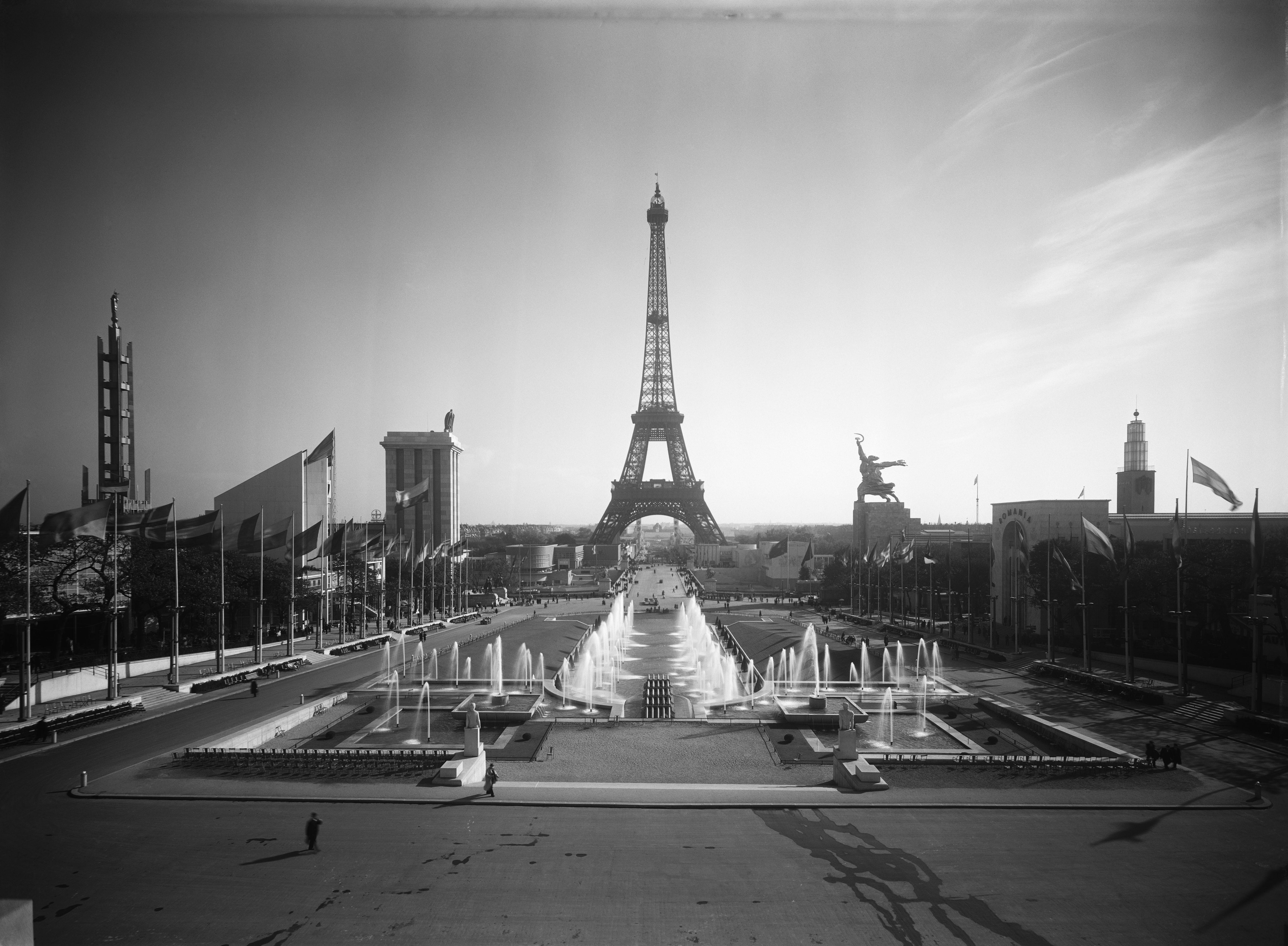
Pohled na výstaviště s Eiffelovou věží. Vlevo německý pavilon, vpravo sovětský pavilon.

Projekt byl původně skromný. Výstava se měla odehrát  na ploše pouhých 30 hektarů především na území Champ-de-Mars a Jardins du Trocadéro. Území výstaviště se posléze rozšířilo na 100 hektarů od mostu Alma až k ostrovu Cygnes. Většina staveb byla dočasná, s několika výjimkami jako např. Palais de Chaillot, který nahradil Palais du Trocadéro. 
Západní křídlo Grand Palais, postavené pro Expo 1900, bylo pod vedením André Léveilléa a nositele Nobelovy ceny Jeana Perrina přestavěno na Palais de la Découverte, muzeum vědy. Modernizace se dočkala také Eiffelova věž, byly odstraněny arkády v prvním patře a přibylo nové osvětlení.
Palác Tokyo byl postaven na vojenském pozemku a místo budovy velvyslanectví Polska, která byla zbourána. Francouzská vláda za ní nabídla Polsku jako kompenzaci Hôtel de Sagan. V novém paláci bylo zřízeno Muzeum moderního umění města Paříže a Národní muzeum moderního umění, jehož sbírky byly do té doby vystaveny v Lucemburském paláci. Národní muzeum dnes sídlí v Centre Georges Pompidou.

## Expozice
Obsah a program výstavy odrážel kulturní politiku vlády Front Populaire zvolené v roce 1936. Světová výstava byla považována za nástroj demokratizace přístupu ke kultuře, médiím a vědě.
Kromě monumentálních stálých staveb se na Expu představila moderní architektura i v dočasných pavilonech elektřiny, národní solidarity, hygieny, brazilském pavilonu tabáku a kávy (projektoval Robert Mallet-Stevens), pavilonu Svazu moderních umělců (projektoval Pingusson), japonském (projektoval Junzō Sakakura) a finském pavilonu (projektoval Alvar Aalto). Po úspěšném Pavillonu de l'Esprit Nouveau z roku 1925 Le Corbusier opět prokázal svou vedoucí úlohu v moderní architektuře vytvořením plátěného Pavilonu nových časů (Pavillon des Temps Nouveaux), který naplnil didaktickým materiálem propagujícím jeho utopickou vizi budoucího urbanismu.

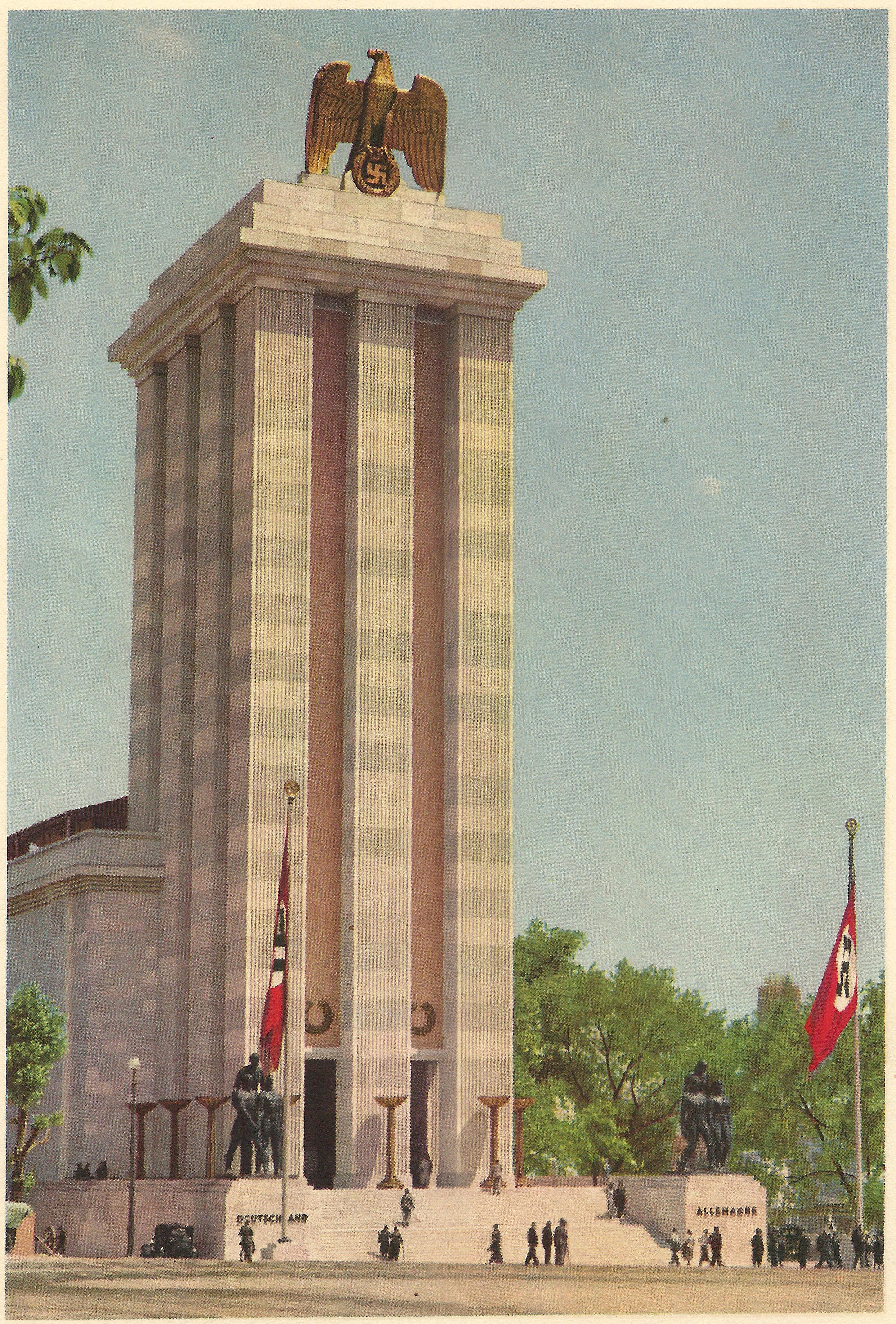
Německý pavilon

Na nábřeží Quai de Tokyo proti sobě stály dva impozantní pavilony postavené v neoklasicistním stylu a symbolizovaly konfrontaci dvou velmocí – pavilon nacistického Německa a Sovětského svazu. Právě tyto dva pavilony byly oceněny zlatou medailí. Německý i sovětský návrh se vyznačoval monumentalismem, který vytvářel auru moci a trvalosti. Ačkoli se jednalo o vyjádření zásadně protichůdných ideologií, podobnosti byly zcela zjevné – obě stavby byly vyjádřením dvou individuálních megalomanských vojevůdců, Hitlera a Stalina. Oba pavilony používaly bronzové povrchy na svých hlavních ideologických symbolech – hákovém kříži v případě Německa a srpu a kladivu v případě Sovětského svazu. Obě budovy byly bez oken, světlo do nich nevnikalo ani neunikalo, návštěvníci byli uzavřeni uvnitř a vystaveni všem zvukům a pohledům, které na ně čekaly. Oba pavilony tak působily svou formou a atmosférou jako hrobky, ačkoli to jejich tvůrci určitě vědomě nezamýšleli.

Hitler chtěl od účasti odstoupit, ale jeho architekt Albert Speer ho přesvědčil, aby se výstavy zúčastnil, a ukázal mu své plány německého pavilonu. Speer později ve své autobiografii prozradil, že poté, co tajně nahlédl do plánů sovětského pavilonu, navrhl německý pavilon tak, aby představoval hráz proti komunismu. Pavilon nacistického Německa byl vysoký 54 metrů a na vrcholu věže měl umístěn symboly nacistického státu: orlici s hákovým křížem. Pavilon byl koncipován jako symbol německé hrdosti a úspěchu. Měl vysílat do světa, že nové a silné Německo má obnovený smysl pro národní hrdost. V noci byl pavilon osvětlen reflektory.

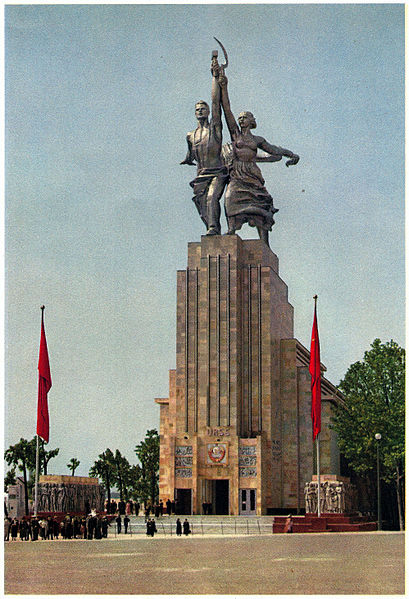
Sovětský pavilon

Přímo proti německému pavilonu stál pavilon SSSR, jehož autorem byl Boris Iofan. Vypadal jako by jeho hlavní funkcí bylo sloužit jako podstavec pro monumentální sousoší od Věry Muchinové Dělník a kolchoznice, kteří společně svírají srp a kladivo. Socha měla symbolizovat spojení dělníků a rolníků. Rok 1937 byl pro Sovětský svaz velmi významný, neboť si připomínal 20. výročí Říjnové revoluce. Uvnitř pavilonu byl vlys Lid SSSR od Josefa Čajkova zobrazující 11 sovětských národností a data 1917-1937.  Na stěnách obložených přírodním kamenem byly „hrdinské úspěchy revoluce“ představeny na velkoplošných panoramatech zobrazujících kolosální pokroky socialismu v „ráji pracujících“.
Na protějším břehu Seiny na nábřeží Quai d'Orsay se nacházel Československý pavilon ze skla a oceli, jež se řadí k vrcholům československé meziválečné architektury. Obdobně jako mnoho dalších, byl dostavěn se zpožděním především kvůli záplavám. Funkcionalistický pavilon od architekta Jaromíra Krejcara byl prosklený Thermoluxem, speciálním sklem, které dokáže absorbovat sluneční teplo. Všechny materiály použité při jeho stavbě byly československé výrobky a měly propagovat Československo jako moderní vyspělou průmyslovou zemi se zralou kulturou. Z architektonického hlediska byl pavilon úspěšnou stavbou, kterou chválil i slavný funkcionalista Le Corbusier, nicméně interiér byl exponáty přehlcený a špatně prostupný.
Pavilon Spojených států, navržený 42letým architektem a urbanistou německého původu Paulem Lesterem Weinerem, byl vysokým mrakodrapem, který představoval New Deal Rooseveltovy administrativy a byl plný expozic zdůrazňujících americké úsilí o vyvedení země z deprese.
Pozornost přitahoval také pavilon republikánského Španělska, protože expozice se konala v době španělské občanské války a nástupu nacionalistů generála Franca. Třípodlažní skleněná budova, kterou navrhli Luis Lacasa a Josep Lluís Sert, obsahovala díla avantgardních umělců, kteří byli pověřeni, aby pavilon byl výrazem ujištění a odporu. Picasso tak vytvořil Guernicu, Julio González La Monserrat, Alexander Calder fontánu Merkur a Joan Miró Žence. Každé umělecké dílo bylo v souladu s citátem Dona Quijota, který zdobil schodiště pavilonu: „On doit exposer sa vie pour sa liberté“ („Pro svobodu je třeba se odvážit života“).
Ve více než 60 pavilonech se zdánlivě v rozporu s ultramoderní estetikou akce objevilo lidové umění, které reprezentovalo současné národní styly v maďarském, rumunském, polském a portugalském pavilonu, zatímco Francouzi vystavovali umělecká díla ze svých různých kolonií. Kromě národních pavilonů byly k vidění také železniční a letecké pavilony, které představovaly nejnovější dopravní řešení.
Na Expu se konalo také mnoho dalších akcí a soutěží, 600 kongresů, závody motorových člunů na Seině, taneční festival, koňské dostihy, barevně nasvícené vodní fontány, mistrovství světa v boxu a 42 mezinárodních sportovních soutěží.

## Památky na výstavu
- Monumentální sousoší Dělník a kolchoznice, které bylo umístěno na pavilonu SSSR, se nachází v Moskvě.
- Betonové sochy byly přemístěny na zámek Baillet, po válce pak uloženy v zámeckém parku. V roce 2004 byly znovu objeveny a po restaurování vystaveny v roce 2010 v parku la Villette.
- Brána Kovového pavilonu autora Raymonda Subese, kterou zakoupil Marcel Bloch pro svou továrnu v Saint-Cloud. Při demolici továrních objektů v roce 2000 byla brána demontována a osazena opět na fasádu nové stavby.
- Avenue des Nations-Unies, která vede přes Jardins du Trocadéro je vybavena dvěma podzemními podchody, které umožňovaly návštěvníkům procházet výstavou, aniž by museli opustit prostor výstaviště.
- Palais de Tokyo, který sloužil jako muzeum moderního umění.
- Palais de Chaillot, který nahradil Palais du Trocadéro vybudovaný pro světovou výstavu v roce 1878.
- Palais d'Iéna, později změněný na Muzeum veřejných prací, dnes zde sídlí Hospodářská a sociální rada.
- Jenský most byl kvůli náporu návštěvníků dvojnásobně rozšířen.